# Sant Corneli i Sant Cebrià de Cardedeu
|  | Per a altres significats, vegeu «Sant Corneli i Sant Cebrià de Lleret». |

Sant Corneli és una capella al nucli antic de Cardedeu (Vallès Oriental) protegida com a bé cultural d'interès local., darrere l'església de Santa Maria. Està encaixada entre dues cases i reculada de la línia del carrer uns quatre metres. Això configura un petit jardí amb una font. És una planta d'una nau, orientada a ponent, amb una interessant finestra a la testera. Té el portal d'arc de punt fet amb dovelles petites, però sembla que abans hi havia un portal de llinda plana, del que en queden detalls. El paviment actual amaga tres paviments fins a una profunditat de vuitanta centímetres. La coberta és a dues vessants. En l'edifici es diferencien dues etapes constructives, fins i tot en el gruix dels murs. Campanar d'espadanya. És un espai d’art gestionat pel Museu Arxiu Tomàs Balvey de Cardedeu.

## Història
La família Montells era la propietària del terreny que ocupa la capella, i Balvey opina que fou a prec d'aquesta que Ramon Berenguer IV i Peronella d'Aragó, sa muller, la van fer construir, cap a la meitat del segle xii, en un dels seus desplaçaments a Vilamajor. Les darreres prospeccions arqueològiques, sense posar en dubte això, sostenen que en aquest indret ja existia un temple més primitiu, que en un primer moment seria una planta quadrada d'influència copta, que es pot datar entre els segles IV-V.
Des del segle xii existia una confraria que tenia seu a la capella; la primera donació de terres pels beneficiats de la confraria és de 1138. La missió de la confraria era pregar per l'ànima de les persones que els fessin donatius amb béns, diners o espècies. Fins a les darreries del segle xviii totes les vicissituds de la capella van estar lligades a l'evolució de la confraria.
A principis del segle xix s'hi feien els consells municipals. Ha sofert molts abandons i moltes reconstruccions al llarg dels segles. Per obra de la desamortització va passar a mans del poble el 1868. El 1871 va ser conservada i restaurada i es tornà a utilitzar. Cap a començaments de segle es desmantellà i va servir de presó. Es mantingué així fins que l'any 1950 va ser novament restaurada per uns estiuejants. Va tornar al culte el 16-9-1954. Des del 1971 hi assaja una entitat coral.